# Borreraig
Borreraig (Schots-Gaelisch: Boraraig) is een dorp in de Schotse lieutenancy Ross and Cromarty in het raadsgebied Highland ten noordwesten van Dunvegan op het eiland Skye.